# Thyene concinna
Thyene concinna  is een spinnensoort in de taxonomische indeling van de springspinnen (Salticidae).
Het dier behoort tot het geslacht Thyene. De wetenschappelijke naam van de soort werd voor het eerst geldig gepubliceerd in 1881 door Keyserling.

## Voorkomen
De soort komt voor in Queensland.